# زاك كولير
زاك كولير (بالإنجليزية: Zach Collier)‏ هو لاعب كرة قاعدة أمريكي، ولد في 8 سبتمبر 1990 في تشينو هيلس في الولايات المتحدة.

## وصلات خارجية
- زاك كولير على موقع دوري كرة القاعدة الرئيسي (الإنجليزية)
- زاك كولير على موقعبيزبول رفرنس.كوم (الدوري الثانوي) (الإنجليزية)
- زاك كولير على موقع إي إس بي إن.كوم (أم.أل.بي) (الإنجليزية)
- زاك كولير على موقع مشجعي الرسوم البيانية (الإنجليزية)